# 40 Gwardyjska Brygada Pancerna
40 Gwardyjska Brygada Pancerna (ros. 40-я гвардейская танковая бригада) – jednostka pancerna Armii Czerwonej z okresu II wojny światowej.
40 Gwardyjska Brygada Pancerna została utworzona rozkazem z 23 października 1943, przez przemianowanie 22 Brygady Pancernej.
W czasie walk na ziemiach polskich, uczestnicząc w ofensywie wiślańsko-odrzańskiej 24 stycznia 1945 na prowizorycznych tratwach z beczek i desek oraz transporterach pływających 273 batalionu szturmowego sforsowała rzekę Wartę i uchwyciła przyczółek na jej zachodnim brzegu w rejonie Murowanej Gośliny. Biorąc udział w operacji pomorskiej przyczyniła się do likwidacji zgrupowania wojsk niemieckich w rejonie Trzebiatowa. Następnie zdobyła Wielki Kack (18 III) i Gdynię (26 III). Szlak bojowy zakończyła uczestnictwem w operacji berlińskiej w składzie 11 Gwardyjskiego Korpusu Pancernego z 1 Gwardyjskiej Armii Pancernej, kończącej panowanie reżimu III Rzeszy.
Po zakończeniu wojny została przeorganizowana w 40 pułk czołgów co miało miejsce 9 lipca 1945.

## Dowództwo brygady
Dowódcy:
- płk Nil Wiedieniczew (23.10.1943 – 23.01.1944)
- płk Iwan Koszelew (24.01.1944 – 12.05.1944),
- płk Jefim Stysin (16.05.1944 – 31.07.1944),
- płk Karp Gotowski (31.07.1944 – 23.08.1944),
- płk Michaił Kosych (00.08.1944 – 17.09.1944),
- ppłk Michaił Smirnow[6] (18.09.1944 – 10.06.1945)

Szefowie sztabu:
- ppłk Andriej Samarin (31.10.1943 – 09.10.1944),
- ppłk Nikołaj Nazarenko (09.10.1944 – 10.06.1945)[1].

## Struktura organizacyjna
- 1 batalion czołgów,
- 2 batalion czołgów,
- 3 batalion czołgów.